# Sedirisia
Sedirisia là một chi thực vật có hoa trong họ Lan.